# Periophthalmodon
Periophthalmodon là một chi cá thòi lòi sinh sống trên các bãi bùn cửa sông và hạ lưu sông ở Đông Nam Á, Papua New Guinea và Queensland, Úc.

## Các loài
Hiện tại có ba loài được ghi nhận trong chi:
- Periophthalmodon freycineti ( Quoy & Gaimard, 1824)
- Periophthalmodon schlosseri ( Pallas, 1770)
- Periophthalmodon septemradiatus ( F. Hamilton, 1822)